# Macroteleia rufa
Macroteleia rufa är en stekel som beskrevs 1938 av den ungerska entomologen Gusztáv Szelényi. Arten ingår i släktet Macroteleia och familjen Scelionidae. Arten är funnen i provinsen Guangdong i Hainan i Kina och från Thailand. Den har även rapporterats från Egypten, Ukraina, Ryssland, Georgien och Tajikistan. Inga underarter finns listade i Catalogue of Life.
Bara honan är känd och holotypen finns på Ungerns naturhistoriska museum i Budapest.